# Contrac Cobus 3000

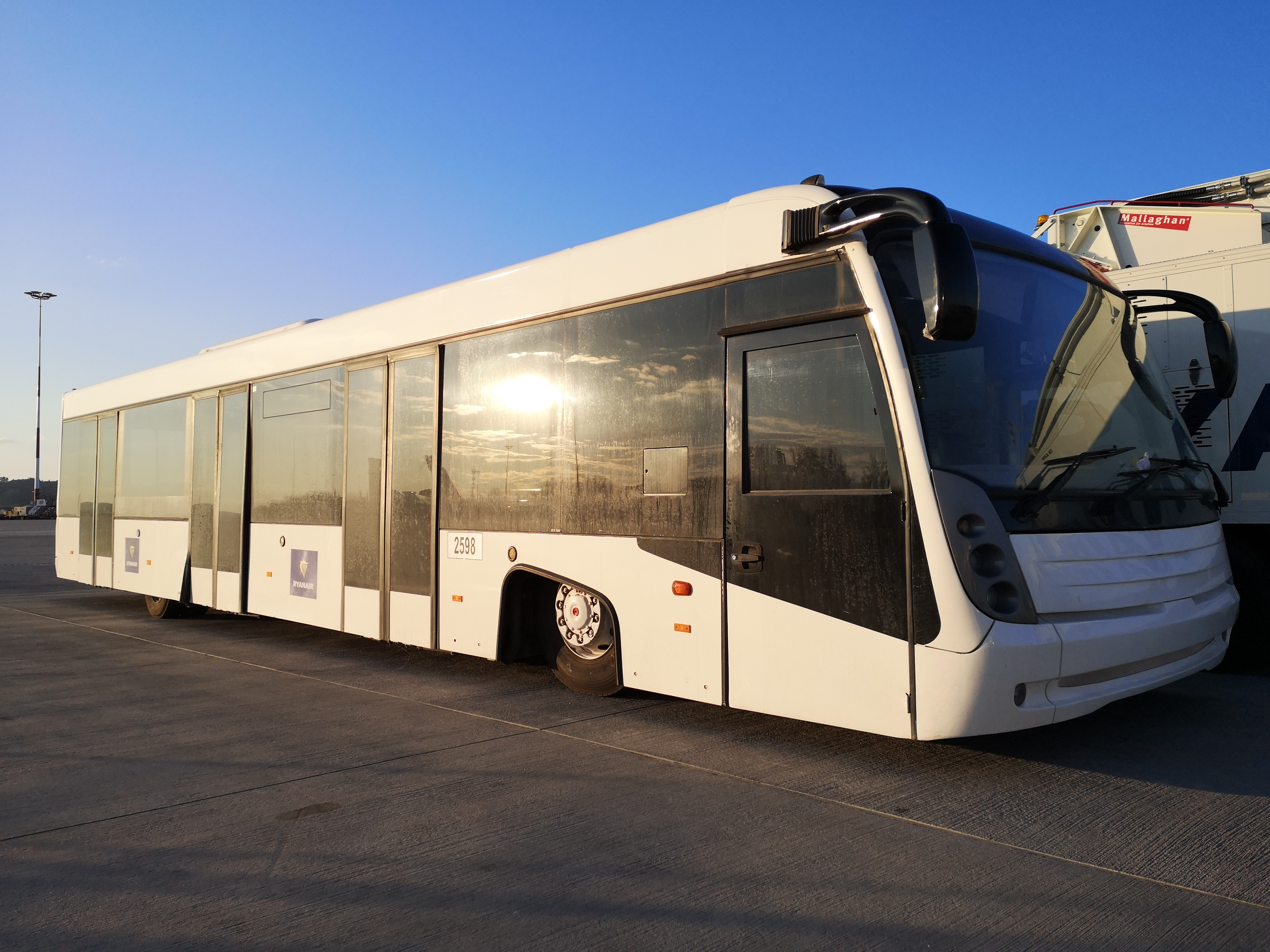
Cobus 3000

Contrac Cobus 3000 – autobus lotniskowy produkowany przez niemiecką firmę Contrac.

## Linki zewnętrzne

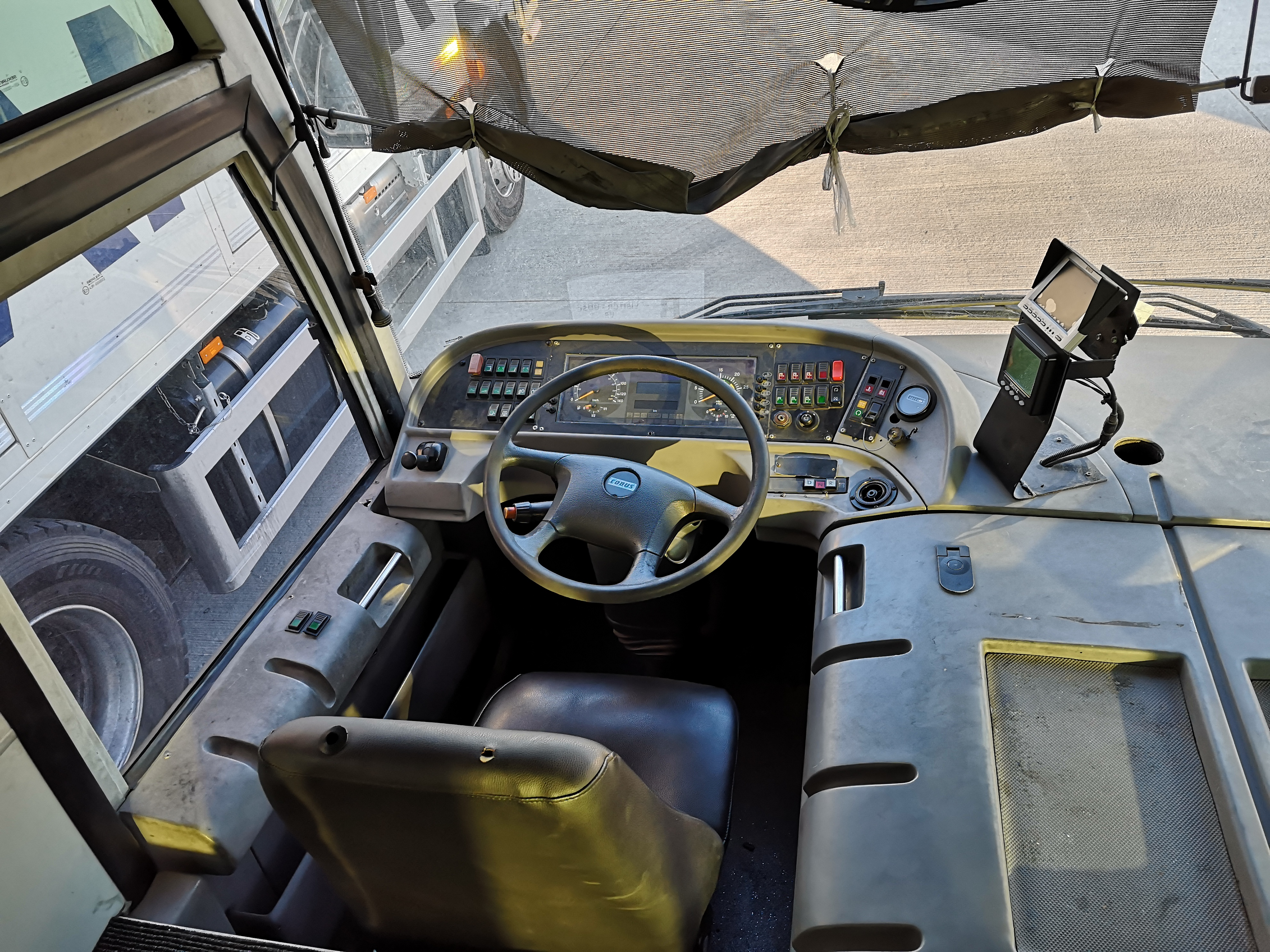
Kabina kierowcy Cobus 3000